# Nicese
Il Nicese è una Regione geografica del Basso Piemonte, situata nel sud della Provincia di Asti. Confina a nord con l'Astigiano (zona attorno al capoluogo Asti), a est con l'Acquese (Provincia di Alessandria), a ovest con la Provincia di Cuneo e a sud con la Provincia di Savona in Liguria. Prende il nome da Nizza Monferrato, il centro attorno al quale gravita la zona. È situata nella Valle Belbo, nel cuore del Monferrato, in una zona ricca di vigneti che alimentano un'importante produzione vinicola. I principali corsi d'acqua che attraversano la zona sono il torrente Belbo e il suo tributario Nizza.